# Chris-Craft Boats
Chris-Craft Boats, früher Smith and Sons Boat Company, ist ein US-amerikanischer Hersteller von Motorbooten.

## Geschichte
Im Jahre 1876 begannen die Brüder Henry „Hank“, (1851–1928) und Christopher Columbus Smith, (1861–1939), mit dem Bau von Booten für die Entenjagd und zum Fischen. Ihr Vater James Smith, Jahrgang 1823, betrieb eine Waffenschmiede und als Jäger in den umliegenden Flachwassern des St. Clair River nahm er die Söhne mit, wobei Chris mit dem Bau von Ruder-, Segel- und kleinen Motorbooten begann.
Nach der Gründung der American Powerboat Association im Jahre 1904 baute Chris Smith aufgrund des großen Interesses an schnellen Booten 1906 sein erstes „richtiges“ Motorboot mit 7,90 m Länge und 30 km/h Höchstgeschwindigkeit. 1910 lernte Chris Smith John J. „Baldy“ Ryan kennen, der als Investor ein 48 km/h schnelles Boot erwarb und mit Chris 1911 die Smith-Ryan-Boat-Company gründete. Sie bauten schnelle Gleiter namens Baby Reliance, die bis zu 80 km/h Höchstgeschwindigkeit erreichten und etwa 20.000 Dollar kosteten.
Ein Freund von Ryan, J. Stuart Blackton aus England, unterstützte das Unternehmen durch den Kauf der Baby Speed Demon II genannten Rennbootversion, welche 1914 die Gold-Cup-Regatta mit 80 km/h Durchschnittsgeschwindigkeit gewann. Ein weiterer Erfolg war 1915 der Gewinn des Gold Cups mit dem 7,75 m langen Nachfolgerennboot namens „Miss Detroit“ und 250 PS.

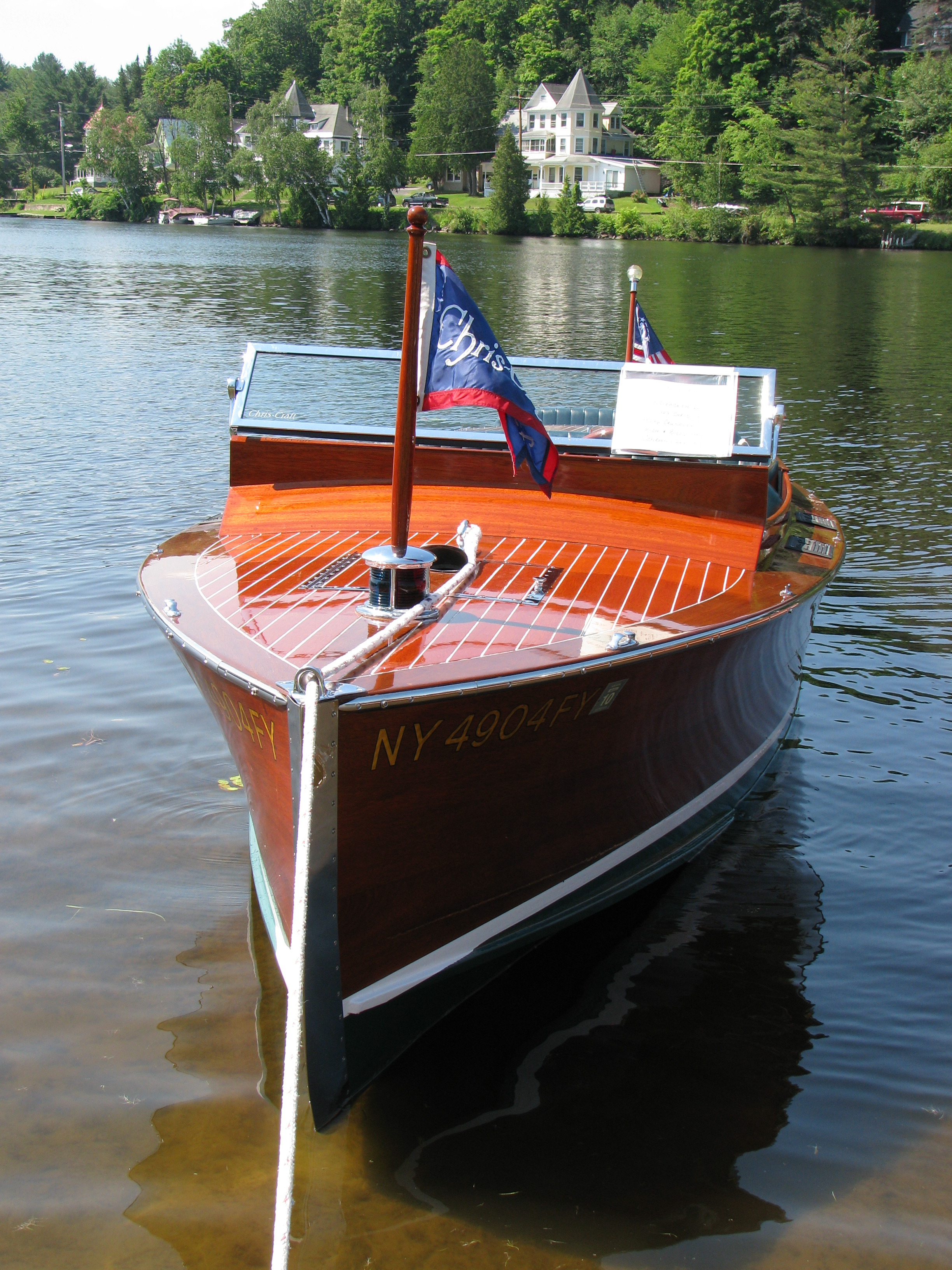
Chris Craft Cadet, Bj. 1928

Gar Wood als erfahrener und vermögender Ingenieur kaufte die „Miss Detroit“ und später auch die C. C. Smith & Sons Boat & Engine Company und ließ sich von Chris Smith 1917 eine „Miss Detroit II“ mit 90 km/h Höchstgeschwindigkeit bauen. Die „Miss Detroit III“ bekam einen Curtiss Model 12 Flugmotor, der den Gold-Cup-Sieg 1918 sicherte. Auch 1919 siegte das Boot mit einem neuen Liberty-Flugmotor von Packard. Nach dem fünften Sieg mit 129 km/h Geschwindigkeitsweltrekord wurden 1921 auf Druck der Yachtclubs die Qualifikationsregeln durch das Regelkomitee geändert.
1921 übernahmen Chris Smiths Söhne Jay W. und Bernard die Führung und gründeten gemeinsam 1922 die Chris Smith & Sons Boat Company. Sie wollten keine Einzelanfertigungen für reiche Kunden mehr bauen, sondern eine Serienfertigung im Stile Henry Fords aufbauen. Zusammen mit William MacKerer als berufserfahrenem Schiffbauingenieur steigerten sich die Stückzahlen, bis die Firma unter der Bezeichnung Chris Craft zum Marktführer wurde. Nach dem Einbruch der Wirtschaftsdepression 1930 waren im Jahr 1935 wieder die alten Verkaufszahlen erreicht, die bis zum Zweiten Weltkrieg stetig anstiegen und die Firma auch nach Kriegsende zum erfolgreichsten Motorboothersteller in den USA machten.
1962 wurde das Unternehmen für 40 Millionen Dollar an NAFI verkauft.
Gebaut wurden Motorboote in verschiedenen Längen und Ausführungen „Runabouts“ als Edelversionen mit geschlossenen Decks, später Gebrauchsboote als abgespeckte, einfache, offene Versionen, die den finanziellen Möglichkeiten und dem „Familiengedanken“ der Käufer eher entsprachen. „Cruiser“ als Yachten für finanzstarke Kunden und Bausatzboote sowie die „Cavalier“-Baureihe für die „einfachen Leute“ festigten die Marktposition. „Sea Skiffs“ als Rauwasserboote ergänzten das Angebot und auch der Bau eigener Motoren führte zu einer Optimierung des Herstellungsprozesses.
NAFI kaufte 1962 mit der Thompson Boat Company das fehlende Know-how, um in Zukunft auch als Hersteller von Fiberglasbooten bestehen zu können und 1969 endete die Ära der Holzboote bei Chris Craft.
Nach mehreren Eigentümerwechseln und Konkursen existiert Chris Craft heute noch.
Bemerkenswert ist, dass die „Runabouts“ von Chris Craft Vorbild für die Boote von Carlo Riva wurden, der sie maßgeschneidert für das Dolce Vita in Italien mit einer Liegefläche zum Sonnenbaden und als Wasserskizugboot für die „Oberen Zehntausend“ veränderte. Heute sind Rivas „Nachbauten“ wesentlich begehrter und wertvoller als die Ur-Runabouts. Auch die italienischen Bootsbauer Arcangeli, Rio und Abbate folgten Carlo Rivas Vorbild.
Im Juni 2018 wurde Chris Craft von Winnebago Industries übernommen.

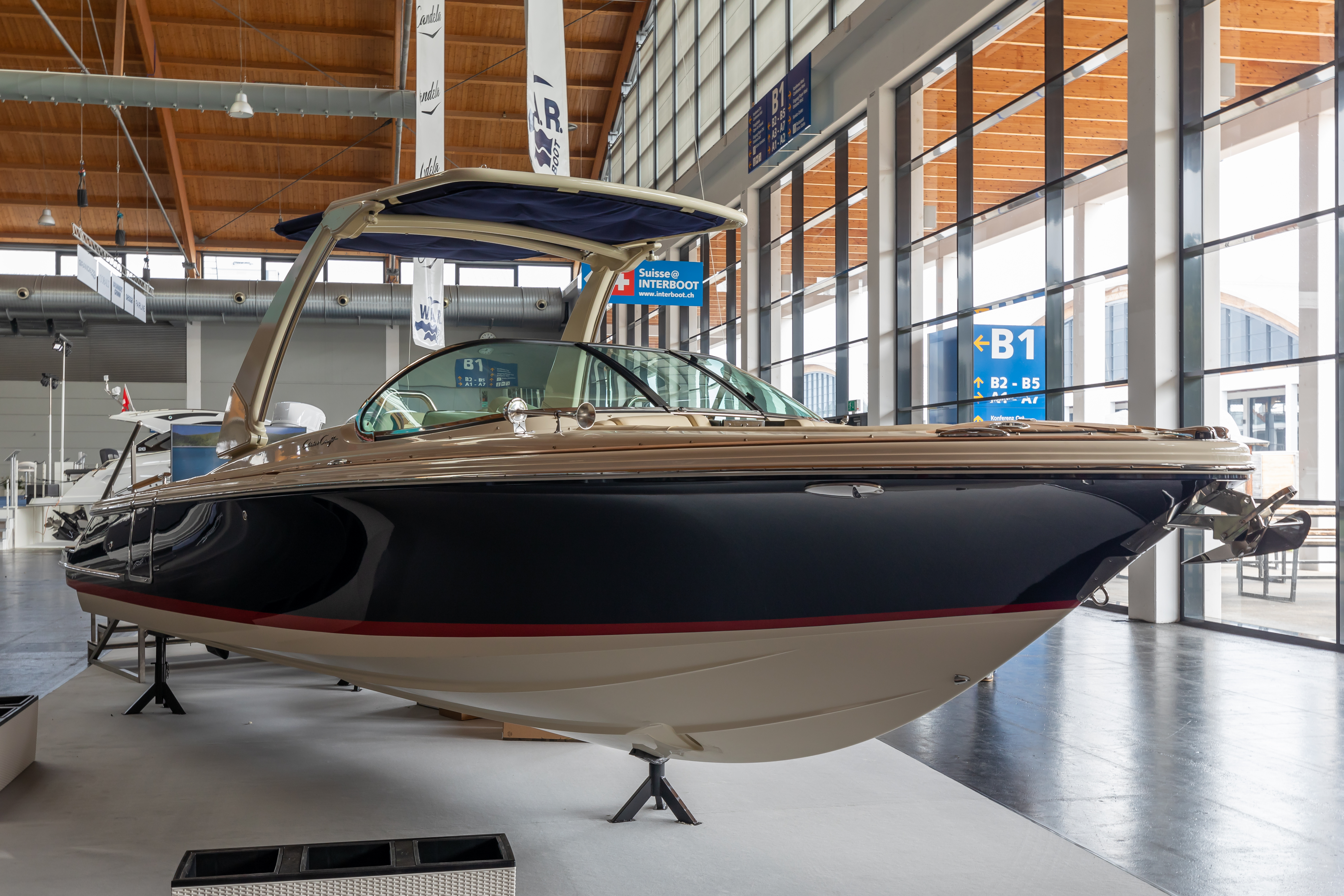
Zeitgenössisches Chris-Craft-Modell Launch 25 GT

## Trivia
In der ersten Staffel der TV-Serie Miami Vice pilotiert Detective Sonny Crockett ein Boot des Typs Stinger 390X. Ab der zweiten Staffel wird ein Boot des Herstellers Wellcraft, Typ Scarab verwendet.